# M6 (spoorwegrijtuig)

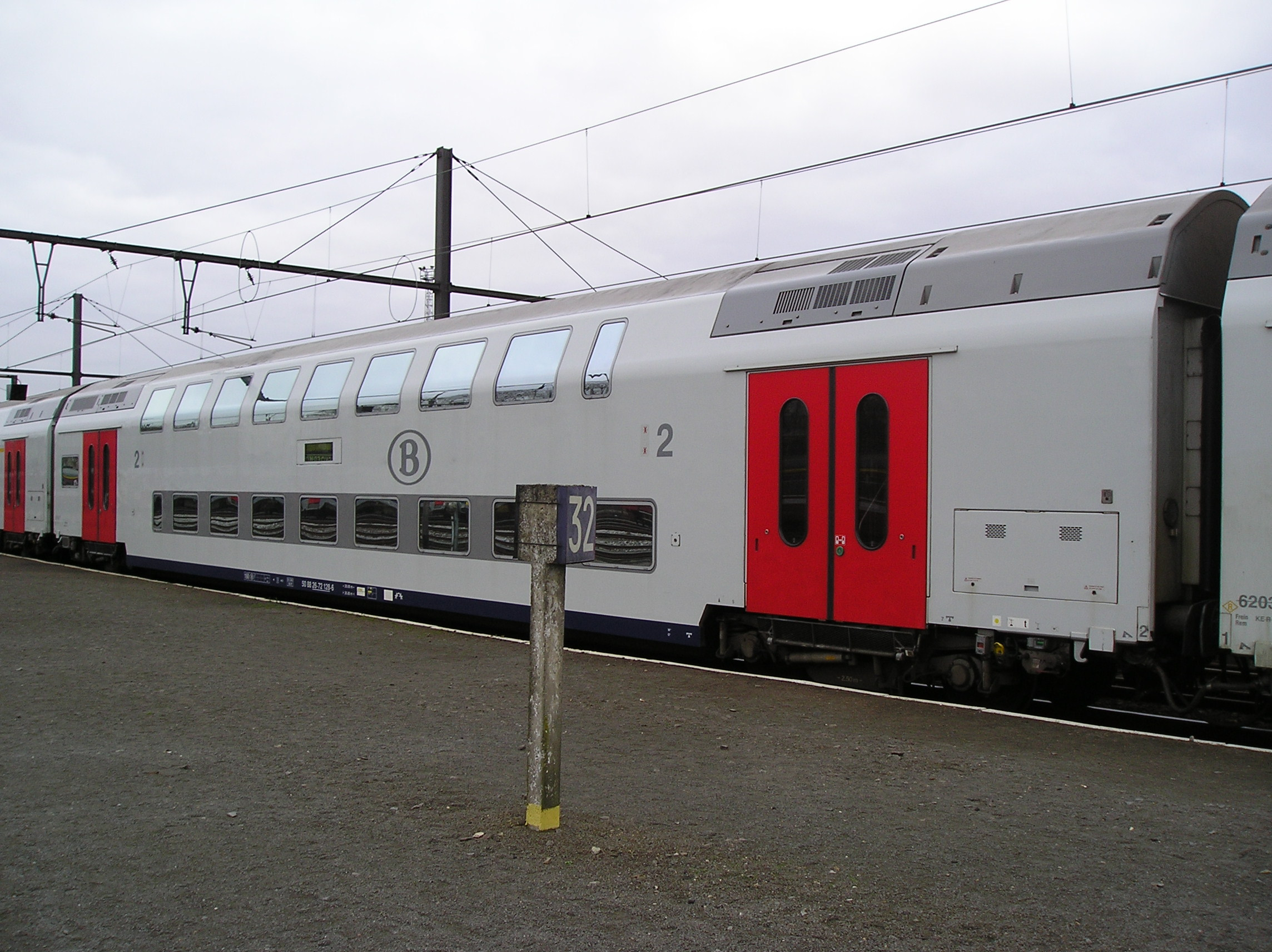
Een M6-rijtuig

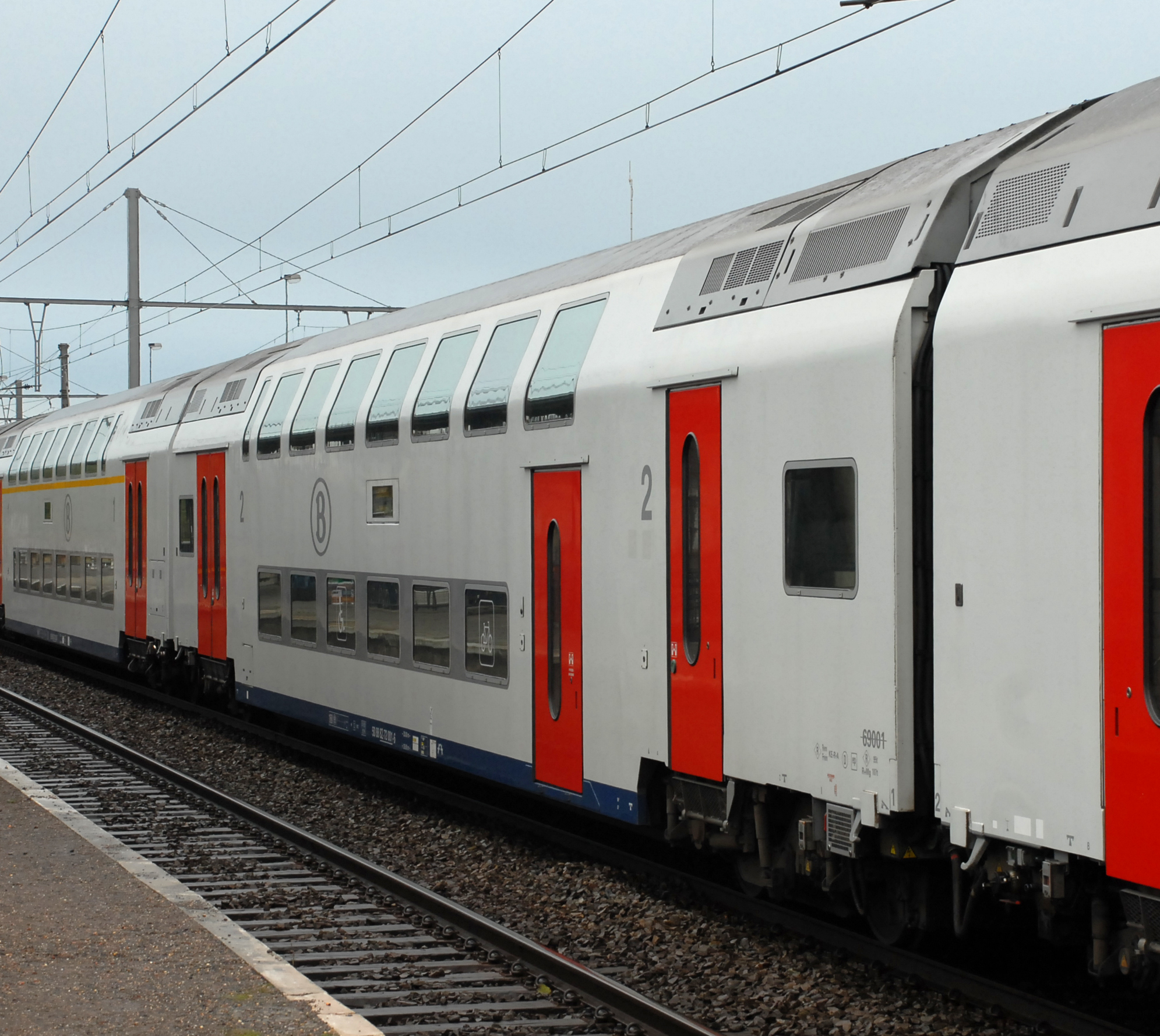
Een M6-rijtuig met extra deur voor laag perron

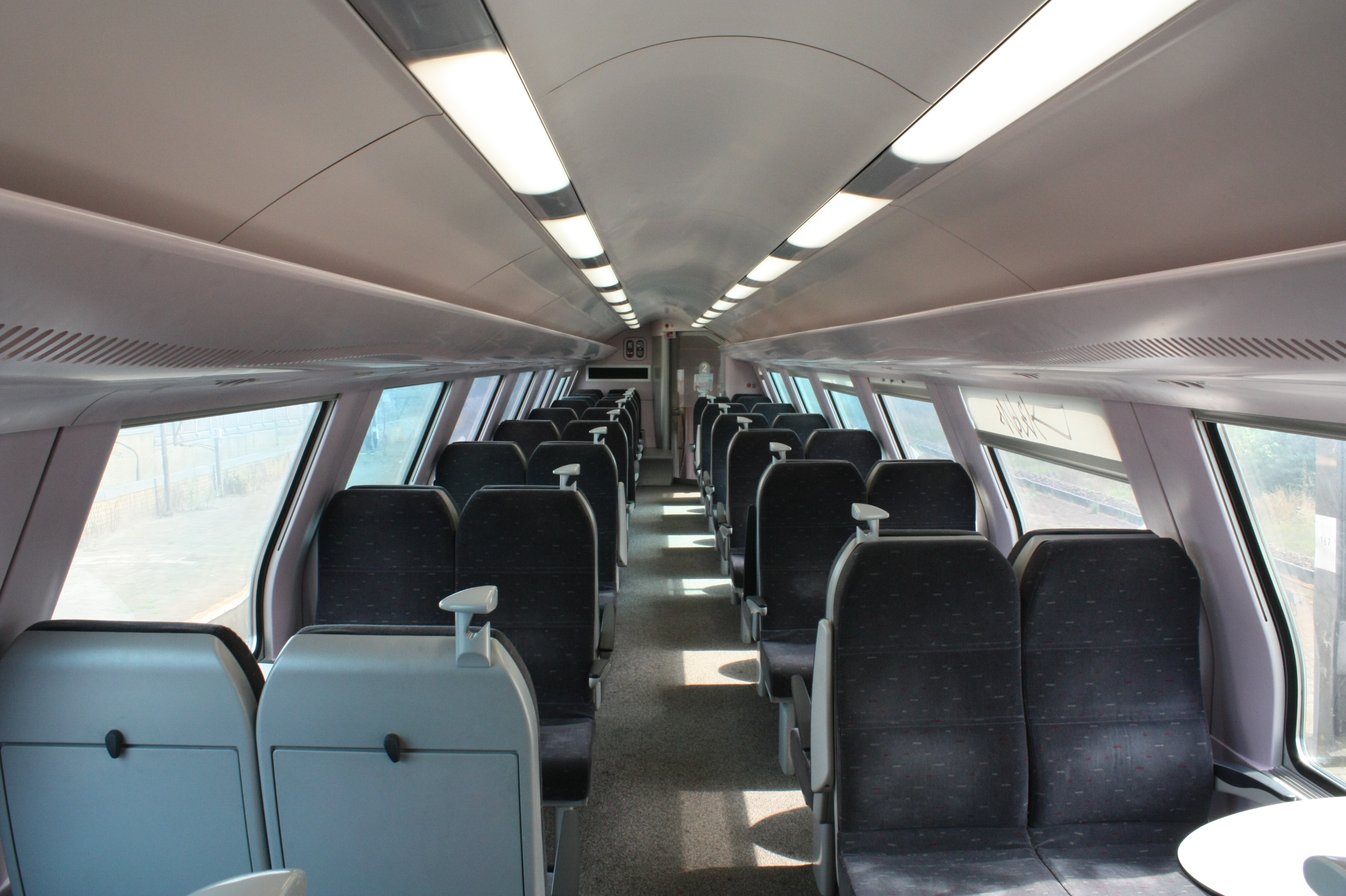
Het interieur van een M6-eersteklasserijtuig, tijdelijk gedeclasseerd naar tweede klasse.

De M6 zijn sinds 2001 dubbeldeksrijtuigen van de NMBS, voor gebruik binnen België en Luxemburg. Ze zijn gebouwd door Bombardier en Alstom. De eindassemblage gebeurde door Bombardier in Brugge (het vroegere BN).

## Geschiedenis
In de loop van 2011 zijn de laatste rijtuigen in dienst gekomen, wat de totale M6-vloot op 492 stuks bracht.
Tegen de zomer van 2025 worden M6 en M7 uitgerust met een stiltezone per trein, op de benedenverdieping.

## Materieel
De M6-rijtuigen zijn vooral bedoeld als intercitymaterieel, de inrichting is daarop afgestemd. Ze hebben airconditioning en een gesloten toiletsysteem. Naast de binnendeuren zijn informatieschermen aangebracht waarop reisinformatie van het "SIV"-systeem wordt getoond.
Er bestaan 4 verschillende varianten:
- M6 A: een volledig eersteklasrijtuig.
- M6 B: een volledig tweedeklasrijtuig.
- M6 (A)BD: multifunctioneel rijtuig met vroeger boven 1e en 2e klas. Onderaan is het ingericht voor rolstoelgebruikers en een fietsafdeling. Het rijtuig heeft een speciale extra deur die gelijkvloers aan het perron komt en die alleen op verzoek door de treinbegeleider wordt geopend, bijvoorbeeld voor het laden van fietsen of kinderwagens. Deze deur heeft geen trede. Extra toezicht is dus nodig om ongelukken bij het in- of uitstappen te vermijden. Er is een laadbrug aan boord waarmee zware rolstoelen kunnen worden gelost en geladen. Er is een ruim toilet voor rolstoelgebruikers naast de dienstafdeling van de treinbegeleider. De rest van de ruimte wordt ingenomen door klapstoelen. Inmiddels is de 1e klas bovenaan gedeclasseerd tot 2e klas. Voor de tijd van het algemeen rookverbod was in deze ABD-rijtuigen de rookafdeling ingericht. Hierdoor zijn de zitplaatsen in 2e klas ook op dezelfde afstand geplaatst als deze in 1e klas. Merk op dat het (A)BD-rijtuig bovenaan dezelfde vensterindeling kent als een A-rijtuig.
- M6 Bx: dit nieuwste type is een stuurrijtuig, een type dat bij de eerste levering niet inbegrepen was. Met een stuurrijtuig kan de trein in trek-duwsamenstelling rijden. Daartoe moeten de bestaande rijtuigen ook zijn voorzien van kabels om de besturingssignalen naar de locomotief over te brengen. Er zijn 64 stuurrijtuigen besteld. Een aantal (reeksen 65001-65037 en 65060-65064) is voorzien van een GF-snelkoppeling om snel twee treinen bestaande uit M6-rijtuigen (en een aangepaste locomotief van de reeks 27) te kunnen koppelen/ontkoppelen. De stuurrijtuigen zijn uitgerust met TBL 1+ en ETCS (niveau 1 en 2). Alle stuurrijtuigen hebben zitplaatsen in 2e klas en hebben geen toilet.

In tegenstelling tot de M5 is de elektrische omvormer niet in het stuurrijtuig gecentraliseerd. Daardoor hoeft er niet altijd met vaste stammen van rijtuigen te worden gewerkt. Elk M6-rijtuig heeft een eigen elektrische omvormer, die bovendien in staat is energie te leveren aan het naburige rijtuig, mocht dit nodig zijn wegens een defect.
De stuurrijtuigen zijn niet geschikt om 200 km/u te rijden, waardoor deze standaard niet ingezet worden op de IC-verbindingen Brussel-Luik.

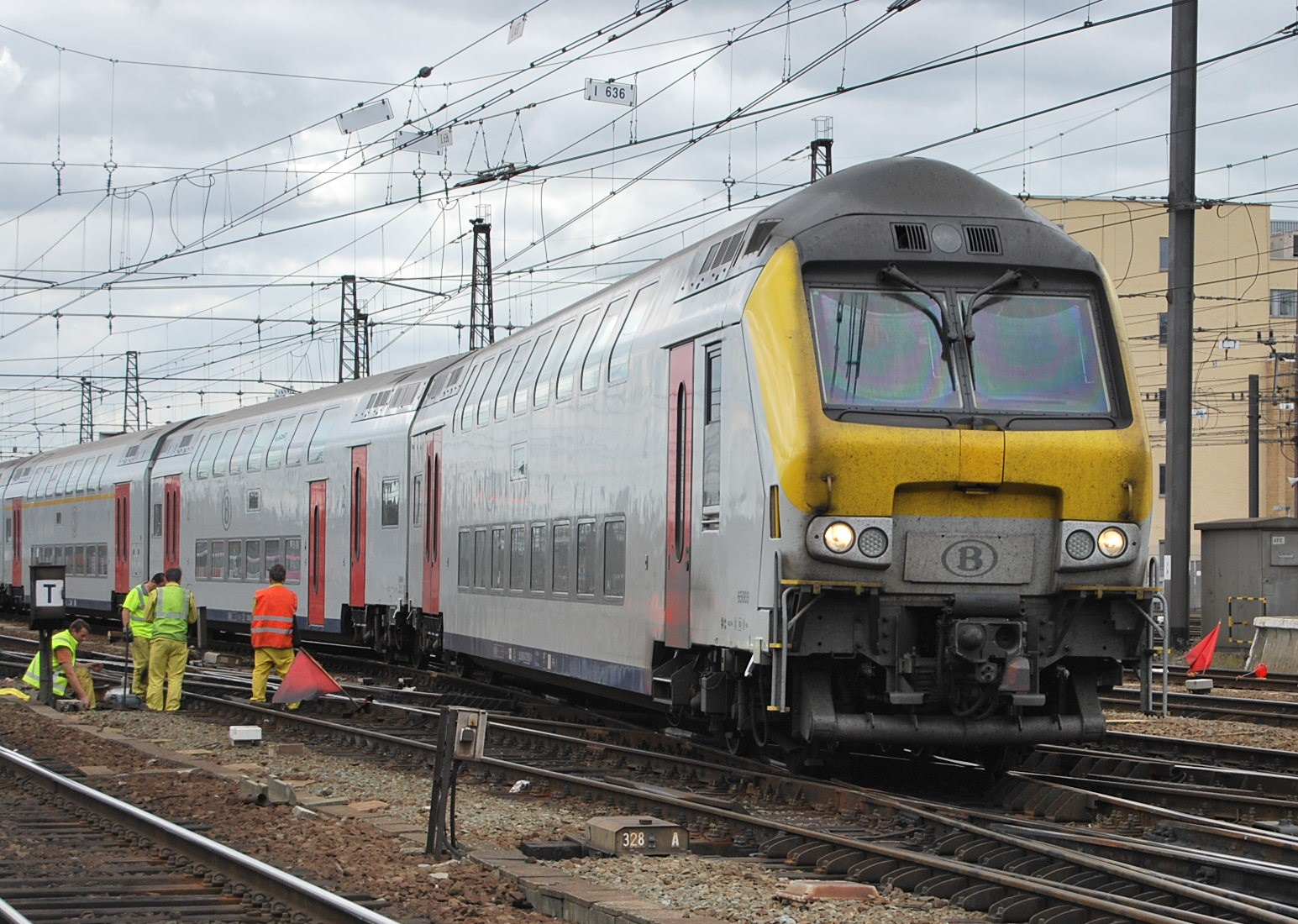
Een M6-stuurrijtuig over wissels tijdens werkzaamheden in Brussel-Zuid.
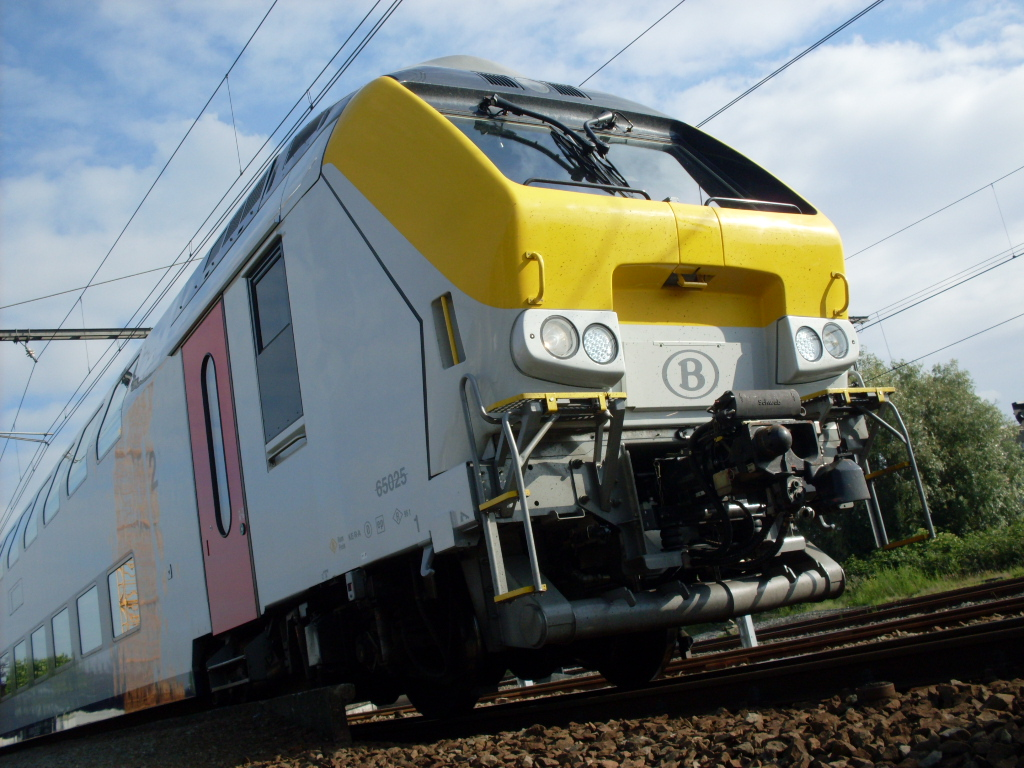
Een M6-stuurrijtuig, met de GF-koppeling, te Ieper.
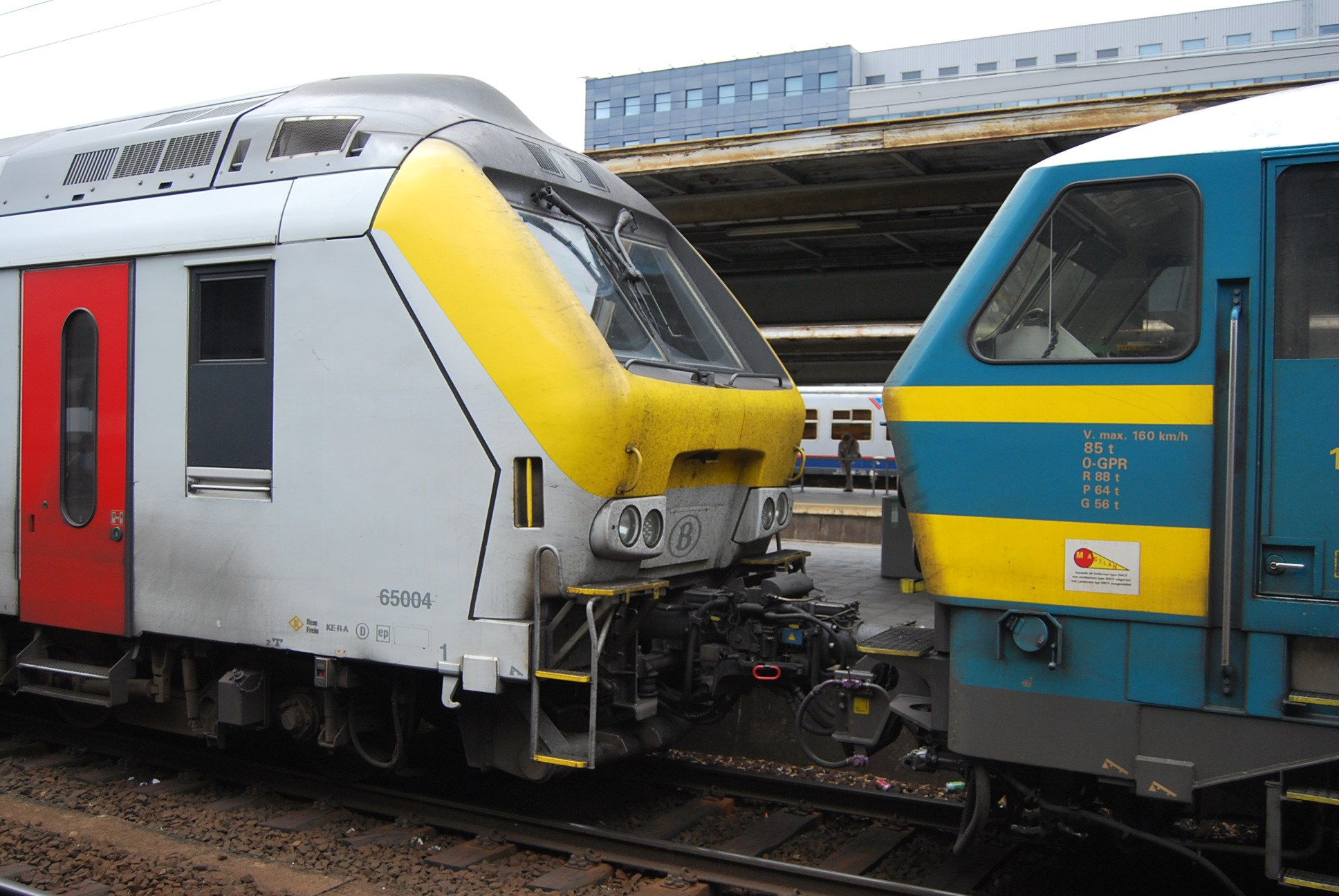
M6 aan een HLE 27 met de GF-koppeling.

### Vernieuwing
Sinds 2022 zijn er vier M6m200-versies van het rijtuig met dezelfde kleurstelling als de nieuwe M7-rijtuigen. Daarbovenop beschikken deze rijtuigen over stopcontacten aan de wanden en led-tv-schermen in plaats van de typische oranje ledborden. Deze versies worden "gemoderniseerde M6" genoemd en zijn prototypes die peilen naar de ontvangst bij de reiziger, om een toekomstige modernisering van alle M6-rijtuigen op gang te trekken. Dit om ze nauwer te laten aansluiten bij de nieuwe M7-rijtuigen en zo gecombineerde samenstellingen mogelijk te maken.

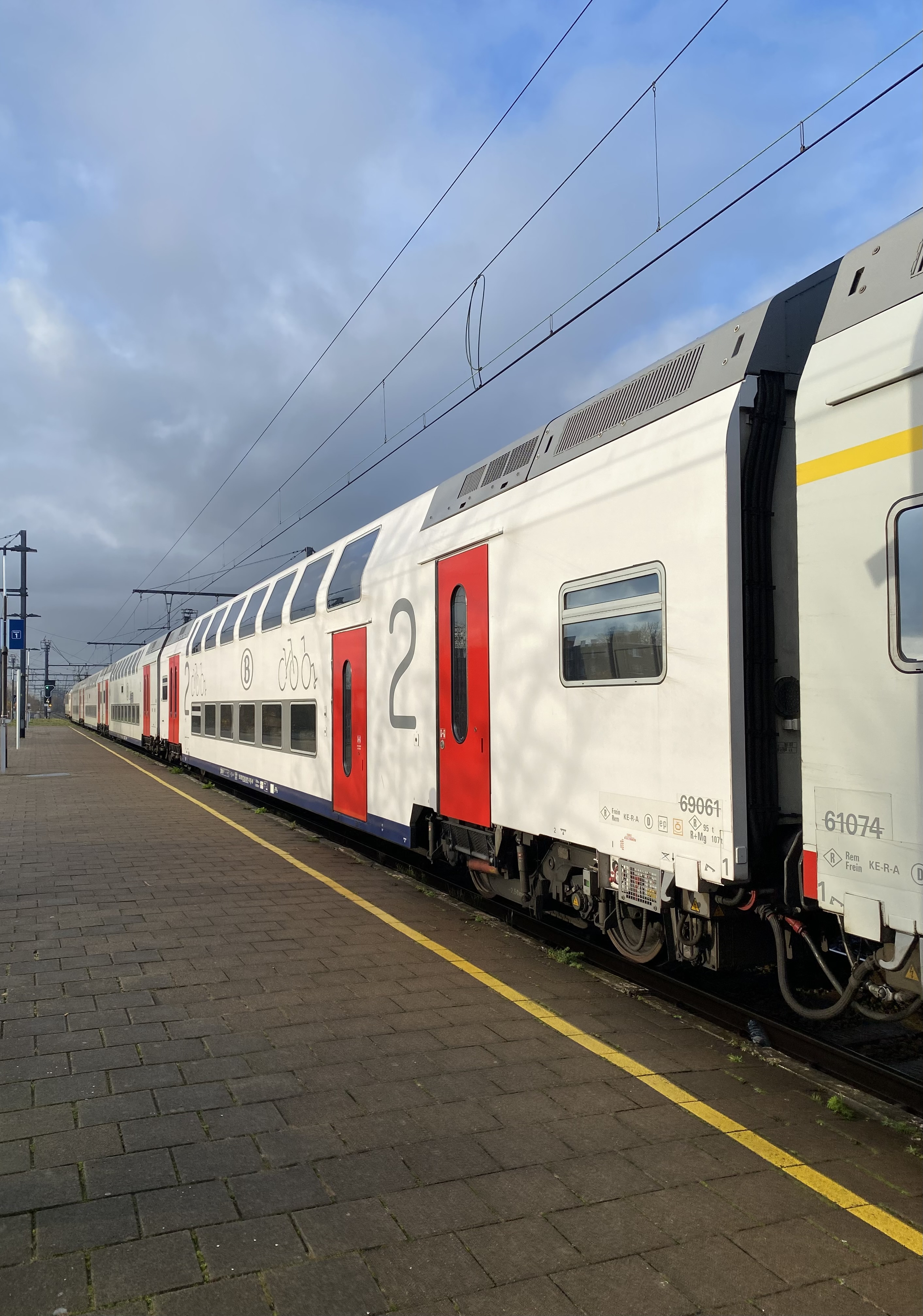
Gemoderniseerde M6 - multifunctioneel rijtuig

Tussen 2022 en 2029 vernieuwt de NMBS alle M6-rijtuigen in haar Werkplaats Cuesmes, met onder andere nieuwe zitplaatsen en een nieuw interieur, en een 40-tal stopcontacten per rijtuig.

### Kritiek
Hoewel het de bedoeling is met de M6-rijtuigen te zorgen voor een verhoogd comfort, zijn niet alle reizigers even enthousiast over de kwaliteit. In vergelijking met de MS96-treinstellen en de I11-rijtuigen - beide ook met verhoogd comfort - valt bijvoorbeeld op dat de bagagerekken in de M6 veel smaller zijn. Ook zijn er minder toiletten per reiziger en kan de airconditioning niet geregeld worden door de reizigers. Ook de elektro-pneumatische deuren gaven soms een probleem: ze openden tijdens de rit of openden net niet.
Er waren in het begin ook problemen bij ontkoppelingen in het geval van splitsing van treinen.

## Exploitatie
Treinen samengesteld uit deze rijtuigen komen vooral voor op enkele drukke IC-verbindingen:
- (IC-02) Antwerpen - Oostende
- (IC-03) Genk - Sint-Truiden - Brussel - Blankenberge
- (IC-05) Antwerpen-Luchtbal - Brussel - Charleroi-Centraal
- (IC-06) Doornik - Brussels Airport
- (IC-06A) Bergen - Brussels Airport
- (IC-07) Essen - Antwerpen - Brussel - Charleroi-Centraal
- (IC-11) Turnhout - Brussel - Binche
- (IC-12) Kortrijk - Gent - Brussel - Welkenraedt
- (IC-13) Kortrijk - Denderleeuw - Schaarbeek
- (IC-15) Antwerpen - Hasselt
- (IC-16) Brussel-Zuid - Namen - Luxemburg
- (IC-18) Brussel-Zuid - Namen - Luik-Sint-Lambertus
- (IC-20) Gent - Aalst - Brussel - Tongeren
- (IC-23) Oostende - Oudenaarde - Brussels Airport
- (IC-23A) Knokke - Brussels Airport
- (IC-26) Kortrijk - Doornik - Brussel - Dendermonde - Sint-Niklaas
- (IC-30) Antwerpen - Turnhout.

Ook rijden een aantal P-treinen met dit materieel tussen
- Knokke en Brugge
- Tongeren en Hasselt
- Noorderkempen en Antwerpen.

Op een aantal verbindingen rijden deze treinen met aan beide zijden een locomotief. De redenen hiervoor zijn: snellere keertijd in het eindstation en hogere gemiddelde snelheid door het extra vermogen. Hiervoor wordt er gebruikgemaakt van locomotieven van de reeksen HLE 13, HLE 27 en HLE 18 die allen voorzien zijn van een gemultiplexte schakeling (MUX). Door de komst van het nieuwe M6-stuurrijtuig is het niet langer nodig twee locomotieven te voorzien voor de snelle kering. De samenstelling komt steeds minder voor. Zo worden de IC-treinen tussen Antwerpen en Charleroi gereden met een trek-duwtrein. Vaak wordt een andere configuratie gebruikt: aan beide kanten van de trein stuurrijtuigen, en de locomotief in het midden, de zogenaamde "dromedaris".
Een probleem met de M6-rijtuigen is dat ze, vanwege extra schokdempers, buiten het in België gangbare vrije-ruimteprofiel vallen. Hierdoor is er op sommige spoorlijnen te weinig afstand tussen de bovenleiding en het rijtuig. Een aantal lijnen is aangepast, maar in tunnels is dit niet altijd mogelijk. Daardoor is de M6 niet op het gehele net toegelaten.
in 2013 werden enkele van deze rijtuigen gecertificeerd voor een maximumsnelheid van 200 km/u. Deze zullen worden ingezet als snelle piekuurtrein tussen Leuven en Luik. Ze zijn te herkennen aan het aangebrachte opschrift "200".

## Vervolgbestellingen
De NMBS heeft meerdere malen vervolgbestellingen geplaatst voor de M6. Na de originele order voor 210 rijtuigen uit 1999 werden de volgende orders geplaatst:
- oktober 2004: order voor 70 rijtuigen, waaronder voor het eerst stuurrijtuigen. Levering 2006-2007;
- december 2005: order voor 90 rijtuigen, levering 2008-2009;
- november 2007: order voor 50 rijtuigen, levering najaar 2009;
- december 2008: order voor 72 rijtuigen, levering 2010-2011.

Sinds maart 2011 zijn de laatste rijtuigen in gebruik genomen, daarmee komt het totale aantal op 492 rijtuigen.
Naarmate er meer rijtuigen in dienst genomen zijn worden geleidelijk de rijtuigen van het type M5 uit de dienst gehaald om te worden gemoderniseerd in de centrale werkplaats van de NMBS in Cuesmes bij Mons. Na deze modernisering gelijken beide types sterk op elkaar. Men kan ze makkelijk onderscheiden door de horizontale dwarsbalk in de vensters van de M5.
In 2015 werd door de NMBS een bestelling geplaatst bij Bombardier/Alstom voor de eerste 445 M7-rijtuigen, die vanaf 2018 in dienst genomen zouden worden.